# 올림픽 아이스스톡
올림픽 아이스스톡은 올림픽에서 아이스스톡으로 경기를 겨루는 올림픽 경기 종목이다. 1936년 동계 올림픽과 1964년 동계 올림픽에서 시범 종목으로 채택되었다.

## 같이 보기
- 올림픽 컬링